# Trichogramma mwanzai
Trichogramma mwanzai is een vliesvleugelig insect uit de familie Trichogrammatidae. De wetenschappelijke naam is voor het eerst geldig gepubliceerd in 1982 door Schulten & Feijen.